# Ornano
Pour les articles homonymes, voir Ornano (homonymie).
Ornano est une ancienne piève de Corse. Située dans le sud-ouest de l'île, elle relevait de la province d'Ajaccio sur le plan civil et du diocèse d'Ajaccio sur le plan religieux.

## Géographie
La piève d'Ornano désigne l'ensemble des territoires en rive droite du Taravo à l'ouest du col de Granace, c'est-à-dire le canton de Santa-Maria-Siché. Les communes de Pietrosella et Coti-Chiavari et la partie littorale des communes de Grosseto-Prugna (Porticcio) et Albitreccia (Molini) sont les anciennes terres de transhumance hivernale des habitants de la piève et sont tournées vers le golfe d'Ajaccio. L'Ornano est limité à l'est par le col de Granace, accès vers la haute vallée du Taravo (microrégion du Talavo). Au nord et à l'ouest, il est séparé de la vallée du Prunelli par le massif de la Pointe de Mantelluccio qui perd de l'altitude au niveau du col Saint-Georges. Enfin il est limité au sud par la Mer Méditerranée et au sud-est par le cours du Taravo qui le sépare de la piève d'Istria. La toponymie de cette piève est probablement liée la présence d'ornes, ou frênes à fleurs, Fraxinus ornus. Ce petit arbre à feuilles caduques, qui pousse spontanément en Corse,  supporte remarquablement la sécheresse. Il pousse sur des pentes arides, depuis le littoral jusqu'à des altitudes de 1400 m environ, ce qui correspond bien à la topographie de l'Ornano.
Au XVIe siècle vers 1520, la piève d'Ornano avait pour lieux habités :
- Otti : Coti-Chiavari ;
- Cognocoli : Cognocoli-Monticchi ;
- lo Poggio de Orgiacana ;
- li Muntichi : Monticchi, hameau ruiné de Cognocoli-Monticchi ;
- Pila : Pila, quartier de Pila-Canale ;
- lo Canalle : Canale,  quartier de Pila-Canale ;
- Vetulbe ;
- Gobio ;
- Guarguallè : Guargualé ;
- Orbellacuni : Urbalacone ;
- Melica ;
- Albitregie : Albitreccia ;
- Torgia : Torgia, hameau de Cardo-Torgia ;
- la Prugia : Prugna, hameau de Grosseto-Prugna ;
- lo Roseto : Grosseto-Prugna ;
- Vignale : Vignale, hameau ruiné à 300 mètres de  Grosseto-Prugna ;
- Santa Maria : Santa-Maria-Siché ;
- lo Cardo : Cardo-Torgia ;
- Sorroni ;
- Scioni ;
- Ciliara : Zigliara ;
- lo Forciolo : Forciolo ;
- Calcinagio ;
- Aziloni : village d'Azilone-Ampaza ;
- Campo : Campo ;
- Ampaza : village d'Azilone-Ampaza ;
- Pascuara : Quasquara ;
- lo Botio ;
- lo Farsedo : Frasseto.

La piève d'Ornano désigne, en descendant vers la mer, les villages de :
- Frasseto ;
- Quasquara ;
- Campo ;
- Azilone-Ampaza ;
- Forciolo ;
- Zigliara ;
- Santa-Maria-Siché ;
- Cardo-Torgia ;
- Grosseto-Prugna ;
- Albitreccia ;
- Urbalacone ;
- Guargualé ;
- Pila-Canale ;
- Cognocoli-Monticchi ;
- Serra-di-Ferro ;
- Coti-Chiavari ;
- Pietrosella.

## La piève religieuse
L'église piévane, ou "pieve" d'Ornano était l'église Saint-Jean-Baptiste, située dans la commune d'Urbalacone.
Au XVIIIe siècle, la piève était encore divisée en 3 vicariats forains :
- le vicariat d'Ornano regroupait les villages de Santa-Maria-Siché, Grosseto, Frasseto, Campo, Quasquara et Cardo-Torgia ;
- le vicariat de Panicale regroupait les villages de Zigliara, Forciolo, Calcinajo, Azilone et Ampaza ;
- le vicariat de Varciaggia regroupait les villages de Pila-Canale, Urbalacone, Albitreccia, Guargualé et Cognocoli.